# Congregazione clericale
Le congregazioni clericali, nella Chiesa cattolica latina, sono quegli istituti di vita consacrata ai quali i membri si legano pronunciando voti semplici (essendo una congregazione religiosa; diversamente da quelli degli ordini, che li pronunciano in forma solenne) e le cui finalità comportano per i membri l'accesso al sacerdozio.
Sono previsti dal canone 588, comma 2, del Codex Iuris Canonici del 1983.

## Storia
Sorsero a partire dagli ultimi anni del XVI secolo, dopo la conclusione del Concilio di Trento, come pie associazioni di chierici, e poi anche di laici, che vivevano in comunità ma senza voler diventare veri e propri ordini religiosi: si dedicano all'apostolato (missioni, predicazione) e ad altre opere di carità.
Tra le più antiche vanno ricordate le congregazioni dei Dottrinari (fondati nel 1592), dei Pii Operai (1606), dei Monfortani (1705), dei Passionisti (1720), dei Redentoristi (1730); più recentemente sono sorte quelle dei Missionari Oblati di Maria Immacolata (1816), dei Salesiani (1859), degli Agostiniani dell'Assunzione (1845), la Piccola Opera della Divina Provvidenza (1903) e i Poveri Servi della Divina Provvidenza (1907).

## Elenco delle Congregazioni clericali
Elenco storico giuridico di precedenza delle congregazioni religiose clericali di diritto pontificio:
- Dottrinari;
- Pii Operai Catechisti Rurali (Missionari Ardorini);
- Congregazione dei Chierici Mariani (Mariani);
- Congregazione della Passione di Gesù Cristo (Passionisti);
- Congregazione del Santissimo Redentore (Redentoristi o Liguorini);
- Congregazione dei Sacri Cuori (Picpus);
- Società di Maria (Maristi);
- Congregazione dello Spirito Santo (Spiritani);
- Compagnia di Maria (Monfortani);
- Missionari Oblati di Maria Immacolata;
- Oblati di Maria Vergine;
- Preti della Misericordia;
- Congregazione delle Scuole di Carità (Istituto Cavanis);
- Preti di San Basilio;
- Missionari dei Sacri Cuori di Gesù e Maria;
- Chierici di San Viatore (Viatoriani);
- Società di Maria (Marianisti);
- Istituto della Carità (Rosminiani);
- Figli di Maria Immacolata (Pavoniani);
- Missionari di San Francesco di Sales d'Annecy (Fransaliani);
- Congregazione di San Pietro in Vincoli;
- Congregazione delle Sacre Stimmate di Nostro Signore Gesù Cristo (Stimmatini);
- Congregazione di Santa Croce;
- Agostiniani dell'Assunzione (Assunzionisti);
- Figli della Beata Vergine Immacolata di Francia (Padri di Chavagnes);
- Compagnia di Maria per l'Educazione dei Sordomuti;
- Congregazione del Santissimo Sacramento (Sacramentini);
- Congregazione della Resurrezione di Nostro Signore Gesù Cristo (Risurrezionisti);
- Missionari Figli del Cuore Immacolato di Maria (Claretiani);
- Congregazione del Sacro Cuore di Gesù  (Padri di Timon David);
- Giuseppini del Belgio;
- Società Salesiana di San Giovanni Bosco (Salesiani);
- Missionari dell'Immacolata Concezione (di Lourdes);
- Missionari del Sacro Cuore di Gesù;
- Religiosi di San Vincenzo de' Paoli;
- Preti del Sacro Cuore di Gesù di Bétharram;
- Oblati di San Francesco di Sales;
- Società di Sant'Edmondo (Edmonditi);
- Missionari di Nostra Signora della Salette;
- Figli della Sacra Famiglia;
- Sacerdoti del Sacro Cuore di Gesù (Dehoniani);
- Congregazione di San Giuseppe (Giuseppini del Murialdo);
- Missionari Comboniani del Cuore di Gesù;
- Missionari di San Giuseppe del Messico;
- Sacerdoti di Santa Maria di Tinchebray;
- Congregazione del Cuore Immacolato di Maria (Missionari di Scheut);
- Società del Verbo Divino (Verbiti);
- Religiosi Terziari Cappuccini di Nostra Signora Addolorata (Amigoniani);
- Figli di Santa Maria Immacolata;
- Società del Divin Salvatore (Salvatoriani);
- Pia Società di San Francesco Saverio per le Missioni Estere (Saveriani);
- Missionari di San Carlo (Scalabriniani);
- Oblati di San Giuseppe (Giuseppini d'Asti);
- Istituto Missioni Consolata;
- Missionari della Sacra Famiglia;
- Servi della Carità (Opera Don Guanella);
- Piccola Missione per i Sordomuti;
- Missionari di Mariannhill;
- Congregazione degli Operai Cristiani di San Giuseppe Calasanzio (Calasantini);
- Figli della Carità (Fils de la Charité);
- Missionari degli Operai;
- Missionari dello Spirito Santo;
- Missionari dei Sacri Cuori di Gesù e Maria di Mallorca;
- Società San Paolo (Paolini);
- Piccola Opera della Divina Provvidenza (San Luigi Orione);
- Società delle Divine Vocazioni (Padri Vocazionisti);
- Congregazione della Sacra Famiglia di Nazareth (Piamartini);
- Congregazione della Sacra Famiglia di Bergamo;
- Poveri Servi della Divina Provvidenza (Don Calabria);
- Figli della Carità (Canossiani);
- Società di Cristo per gli Emigrati della Polonia;
- Congregazione di Gesù Sacerdote;
- Congregazione della Fraternità Sacerdotale;
- Frati Francescani dell'Atonement;
- Rogazionisti del Cuore di Gesù;
- Missionari Servi della Santissima Trinità;
- Congregazione di San Giovanni Battista Precursore;
- Missionari Servi dei Poveri (Boccone del Povero);
- Legionari di Cristo;
- Congregazione di San Michele Arcangelo;
- Servi del Paraclito;
- Società Missionaria di San Paolo;
- Cooperatori Parrocchiali di Cristo Re;
- Figli dell'Amore Misericordioso;
- Missionari della Natività di Maria;
- Pia Società di San Gaetano;
- Fraternità San Vincenzo Ferrer;
- Missionari della Divina Redenzione;
- Servi di Gesù e Maria;
- Frati Francescani dell'Immacolata;
- Società dei Missionari Indiani;
- Congregazione dei Rosariani;
- Missionari del Sacro Cuore e Santa Maria di Guadalupe
- Missionari Servi della Parola;
- Istituto Cammino Nuovo;
- Fratelli Missionari delle Campagne;
- Frati Francescani del Rinnovamento.

### Congregazioni delle Chiese d'Oriente
Le congregazioni religiose clericali di diritto pontificio dipendenti dalla Congregazione per le Chiese orientali:
- Carmelitani della Beata Vergine Maria Immacolata;
- Congregazione dell'Imitazione di Cristo (di Betania);
- Congregazione Missionaria del Santissimo Sacramento;
- Congregazione di Santa Teresa del Bambin Gesù (Little Flower).